# Ivan Krajčírik
Ivan Krajčírik (ur. 15 czerwca 2000 w Handlovej) – słowacki piłkarz, grający na pozycji bramkarza.

## Kariera klubowa
Wychowanek ŠK Demänová, z którego w 2012 roku trafił do Tatrana Liptowski Mikułasz, a w 2014 roku został zawodnikiem MFK Ružomberok. 14 października 2017 w wyniku kontuzji podstawowego bramkarza, Matúša Macíka, wystąpił w zremisowanym 1:1 meczu z FC ViOn Zlaté Moravce, debiutując w pierwszej drużynie swojego klubu. W lutym 2021 przedłużył kontrakt z klubem do końca 2024 roku. W sezonie 2021/2022 zdobył z nim wicemistrzostwo Słowacji, a we wrześniu 2022 przedłużył umowę do końca sezonu 2025/2026. Łącznie w słowackiej ekstraklasie rozegrał 87 spotkań. W styczniu 2024 podpisał dwuipółletni kontrakt z Widzewem Łódź. W sierpniu 2024 został wypożyczony na sezon do Slovana Liberec z opcją wykupu.

## Kariera reprezentacyjna
Młodzieżowy reprezentant Słowacji.